# Béon (Ain)
Pour les articles homonymes, voir Béon.
Béon est une ancienne commune française, située dans le département de l'Ain en région Auvergne-Rhône-Alpes.
Le 1er janvier 2023, elle devient une commune déléguée de Culoz-Béon.
Ses habitants s'appellent les Béonais et les Béonaises.

## Géographie
Commune située à 2 km de Culoz, à 3 km du Rhône, dans la zone d'appellation AOC des vins du Bugey. Elle est au pied de la montagne du Grand Colombier. Les GR 9A et du « tour du Valromey » passent par la commune.

## Urbanisme

### Typologie
Béon est une commune rurale,. Elle fait en effet partie des communes peu ou très peu denses, au sens de la grille communale de densité de l'Insee,.
Par ailleurs la commune fait partie de l'aire d'attraction de Culoz, dont elle est une commune de la couronne. Cette aire, qui regroupe 4 communes, est catégorisée dans les aires de moins de 50 000 habitants,.

### Occupation des sols
L'occupation des sols de la commune, telle qu'elle ressort de la base de données européenne d’occupation biophysique des sols Corine Land Cover (CLC), est marquée par l'importance des forêts et milieux semi-naturels (65,9 % en 2018), néanmoins en diminution par rapport à 1990 (70,6 %). La répartition détaillée en 2018 est la suivante : 
forêts (64,6 %), zones humides intérieures (17 %), terres arables (10,3 %), zones urbanisées (3,9 %), zones industrielles ou commerciales et réseaux de communication (2,9 %), milieux à végétation arbustive et/ou herbacée (1,3 %).
L'évolution de l’occupation des sols de la commune et de ses infrastructures peut être observée sur les différentes représentations cartographiques du territoire : la carte de Cassini (XVIIIe siècle), la carte d'état-major (1820-1866) et les cartes ou photos aériennes de l'IGN pour la période actuelle (1950 à aujourd'hui).

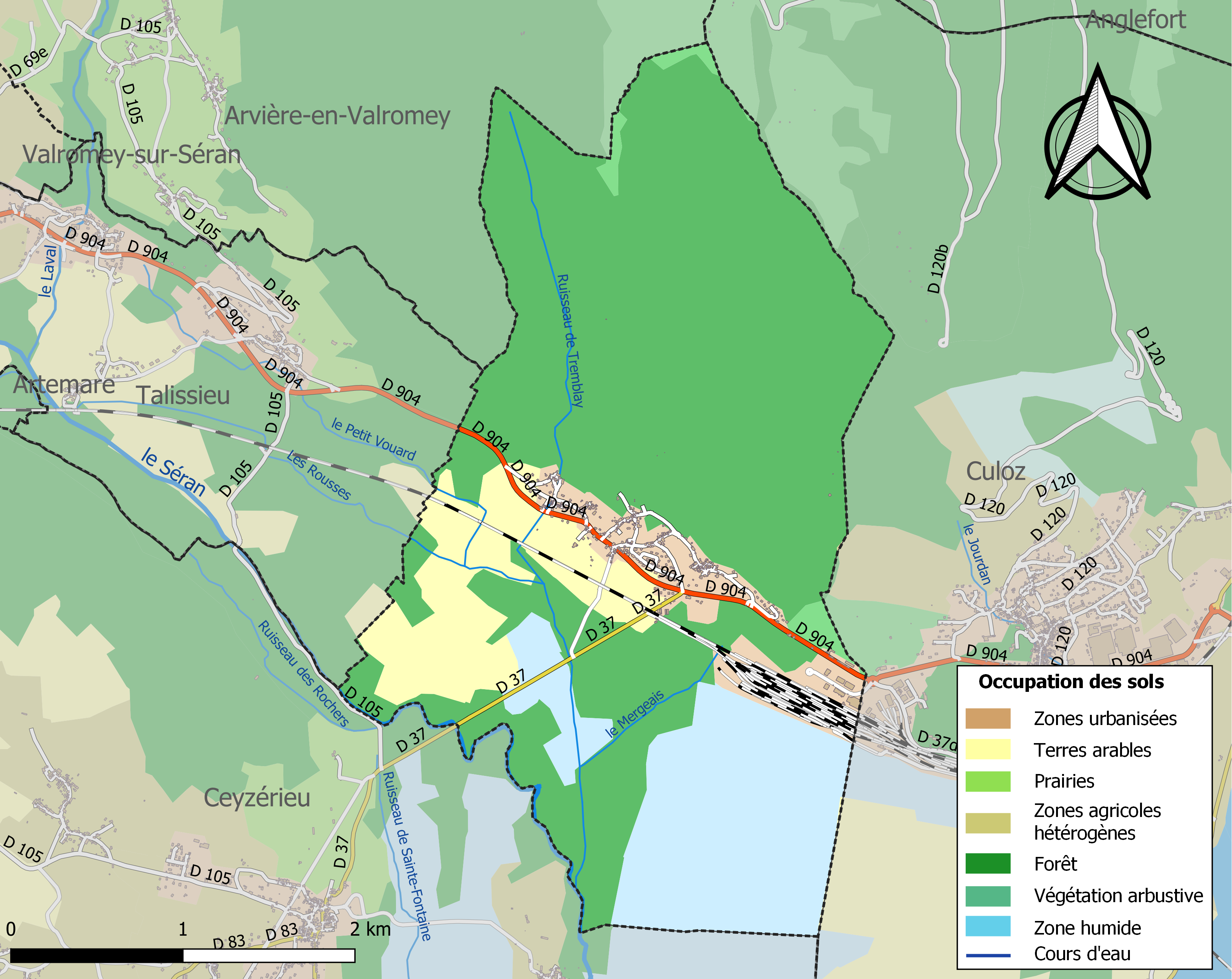
Carte des infrastructures et de l'occupation des sols de la commune en 2018 (CLC).

## Toponymie
Le nom de la localité est attesté sous les Formes Béons en 1344, puis Beon en 1670, Beon et Luirieux en 1801.
Ce toponyme est issu d'un nom d'homme germanique Baio, ancien nom du propriétaire d'un domaine .

## Histoire
Des fondations, des monnaies, des inscriptions et une statuette antiques trouvées dans les travaux de terrassement donnent la certitude que cette localité possédait à l'époque gallo-romaine des villas importantes ; cependant la paroisse (Curatus de Beonis, Béons) n'apparaît, dans les documents du Moyen Âge, qu'au XIIIe siècle.
Les doyens de Ceyzérieu (prieuré de Ceyzérieu) jouirent du droit de présentation à la cure jusqu'à l'union de leur décanat au chapitre de Belley, par bulle du pape Paul V, du 3 avril 1606.
L'église est sous le vocable de saint Laurent.
Seigneurie avec château féodal de Luyrieu construit au XIe siècle.
À la suite de l'arrêté préfectoral du 12 décembre 2022 portant création de la commune nouvelle de Culoz-Béon, Béon devient une commune déléguée au 1er janvier 2023.

## Politique et administration

### Découpage territorial
La commune de Béon est membre de la communauté de communes Bugey Sud, un établissement public de coopération intercommunale (EPCI) à fiscalité propre créé le 1er janvier 2014 dont le siège est à Belley. Ce dernier est par ailleurs membre d'autres groupements intercommunaux.
Sur le plan administratif, elle est rattachée à l'arrondissement de Belley, au département de l'Ain et à la région Auvergne-Rhône-Alpes. Sur le plan électoral, elle dépend du  canton de Plateau d'Hauteville pour l'élection des conseillers départementaux, depuis le redécoupage cantonal de 2014 entré en vigueur en 2015, et de la cinquième circonscription de l'Ain  pour les élections législatives, depuis le dernier découpage électoral de 2010.

### Administration municipale

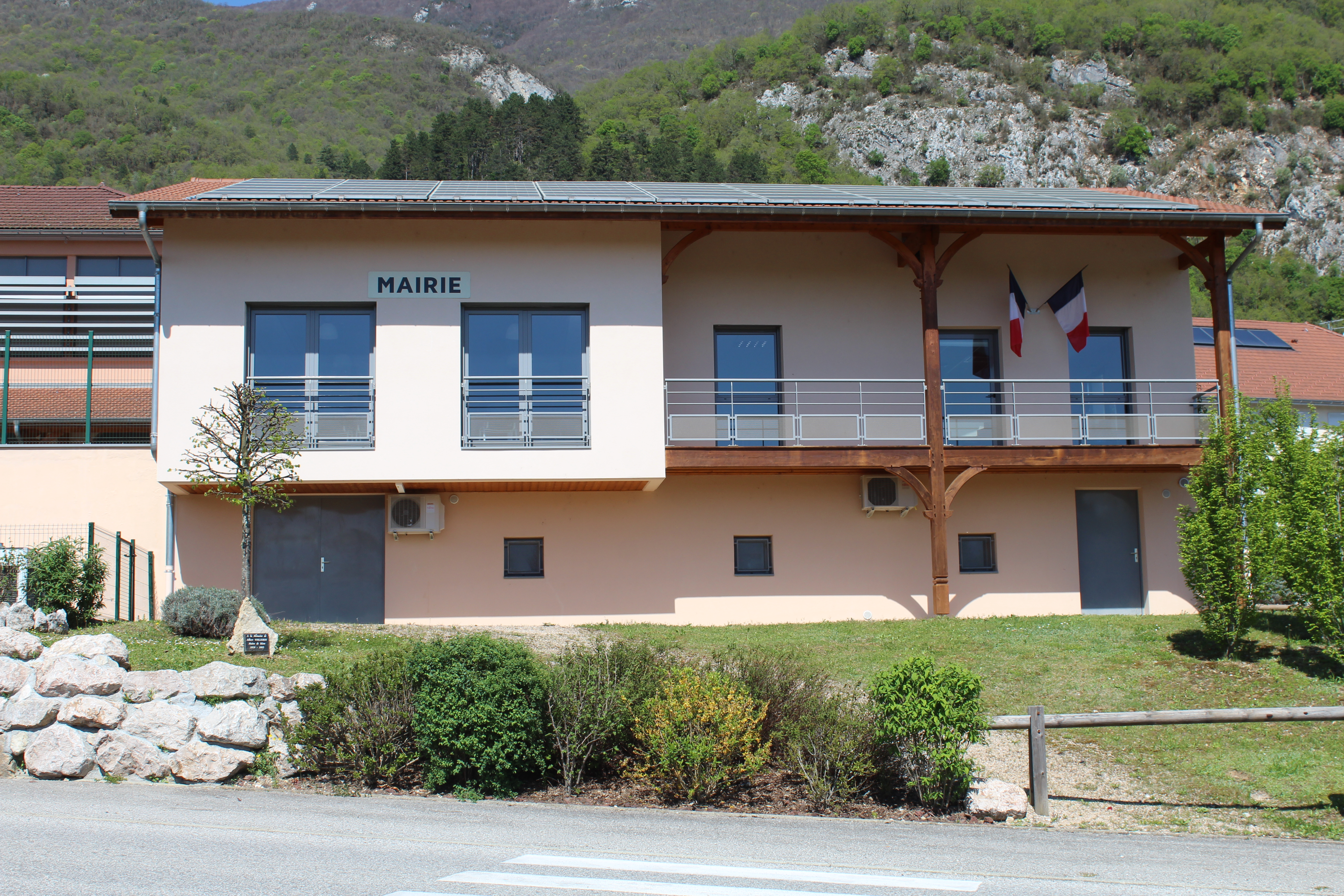
Mairie.

| Période | Période  | Identité         | Étiquette | Qualité |
| ------- | -------- | ---------------- | --------- | ------- |
| 1959    | 1983     | Albert Vollerin  |           |         |
| 1983    | 1995     | Roger Callet     |           |         |
| 1995    | 2014     | Paul Bois        |           |         |
| 2014    | En cours | Jean-Marc Dupont |           |         |

### Intercommunalité
La commune fait partie du syndicat mixte du bassin versant du Séran.

## Culture et société

### Démographie
L'évolution du nombre d'habitants est connue à travers les recensements de la population effectués dans la commune depuis 1793. Pour les communes de moins de 10 000 habitants, une enquête de recensement portant sur toute la population est réalisée tous les cinq ans, les populations de référence des années intermédiaires étant quant à elles estimées par interpolation ou extrapolation. Pour la commune, le premier recensement exhaustif entrant dans le cadre du nouveau dispositif a été réalisé en 2008.

En 2020, la commune comptait 439 habitants, en évolution de −6 % par rapport à 2014 (Ain : +5,15 %, France hors Mayotte : +2,11 %).
| 1793 | 1800 | 1806 | 1821 | 1831 | 1836 | 1841 | 1846 | 1851 |
| ---- | ---- | ---- | ---- | ---- | ---- | ---- | ---- | ---- |
| 492  | 476  | 422  | 488  | 527  | 521  | 513  | 546  | 528  |

| 1856 | 1861 | 1866 | 1872 | 1876 | 1881 | 1886 | 1891 | 1896 |
| ---- | ---- | ---- | ---- | ---- | ---- | ---- | ---- | ---- |
| 543  | 507  | 466  | 461  | 452  | 414  | 405  | 394  | 446  |

| 1901 | 1906 | 1911 | 1921 | 1926 | 1931 | 1936 | 1946 | 1954 |
| ---- | ---- | ---- | ---- | ---- | ---- | ---- | ---- | ---- |
| 417  | 376  | 356  | 314  | 319  | 313  | 315  | 282  | 320  |

| 1962 | 1968 | 1975 | 1982 | 1990 | 1999 | 2006 | 2008 | 2013 |
| ---- | ---- | ---- | ---- | ---- | ---- | ---- | ---- | ---- |
| 313  | 298  | 345  | 346  | 348  | 364  | 356  | 354  | 457  |

| 2018 | 2020 | - | - | - | - | - | - | - |
| ---- | ---- | - | - | - | - | - | - | - |
| 443  | 439  | - | - | - | - | - | - | - |

### Jumelages
| La commune a développé une association de jumelage avec : - Béon (Yonne) (France) | \| Béon \| |

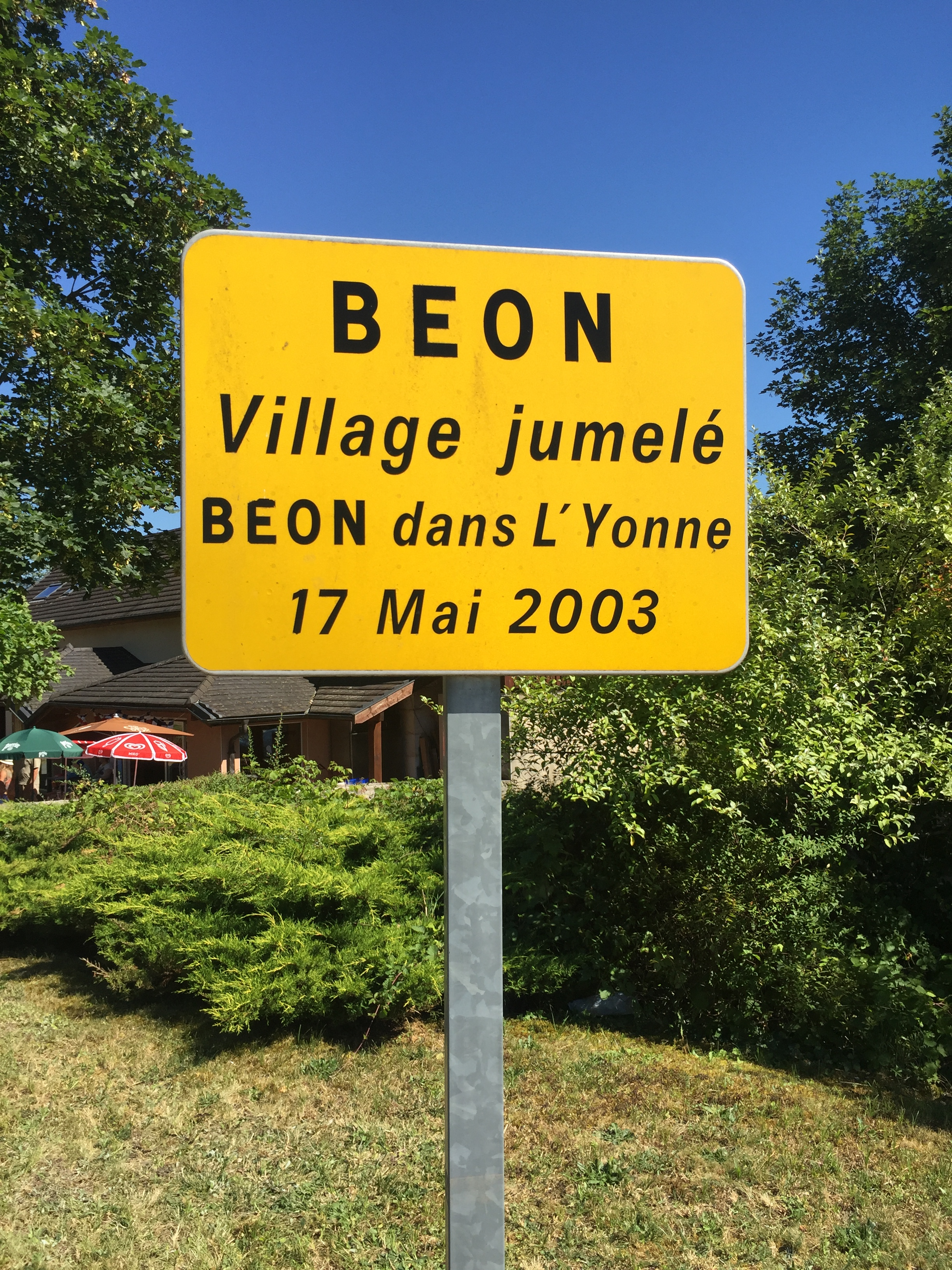
Panneau du jumelage.

| Béon                                                                              |            |

## Culture et patrimoine

### Lieux et monuments
- Ruines du château féodal de Luyrieu.
- Château de Béon, construit au XIXe siècle.

### Personnalités liées à la commune
- May Tagnard, baronne d'Aiguy, traductrice de Gertrude Stein.